# Mentzelia todiltoensis
Mentzelia todiltoensis är en brännreveväxtart som beskrevs av N.Duane Atwood och S.L.Welsh. Mentzelia todiltoensis ingår i släktet Mentzelia och familjen brännreveväxter. Inga underarter finns listade i Catalogue of Life.